# Пересолил (мультфильм)
«Пересолил» — советский кукольный мультфильм, созданный режиссёром Владимиром Дегтярёвым на студии «Союзмультфильм» в 1959 году к 100-летию со дня рождения А. П. Чехова (1860 г. — 1960 г.) по его одноимённому юмористическому рассказу.

## Сюжет
Экранизация юмористического рассказа А. П. Чехова о трусливом путнике, который перепугал ямщика рассказами о своей мнимой жестокости, потому что на самом деле сам боялся неведомых разбойников и того же ямщика.

## Создатели
| Автор сценария               | Евгений Мигунов |
| Режиссёр                     | Владимир Дегтярёв |
| Оператор                     | Иосиф Голомб |
| Художники постановщики:      | Владимир Данилевич, Вадим Курчевский |
| Композитор                   | Эдуард Колмановский |
| Звукооператор                | Георгий Мартынюк |
| Мультипликаторы-кукловоды:   | К. Мамонов, Павел Петров, Лев Жданов |
| Редактор                     | Аркадий Снесарев |
| Куклы и декорации выполнили: | Н. Целиков, В. Чернихова, В. Куранов, Олег Масаинов, В. Калашникова, О. Плюцинская                                                       |
| Роли озвучивали:             | Игорь Ильинский — текст от автора/землемер Глеб Гаврилович Смирнов, В. Соловьёв — извозчик Клим, Александр Баранов — станционный жандарм |
| Директор картины             | Натан Битман |

## Фестивали и награды
- 1960 — II МФ кукольных и марионеточных фильмов в Бухаресте — Диплом
- 1961 — VII МФ к/м фильмов в Оберхаузене (ФРГ) — Диплом